# La que no podía amar
Production
Diffusion
Chronologie
La force du destin Amor Bravío
La que no podía amar (Celle qui ne pouvait pas aimer), est une telenovela mexicaine diffusée en 2011 par Televisa.

## Synopsis
Ana Paula vit au Chiapas où elle étudie pour devenir infirmière. Son dévouement pour les personnes malades lui est venu lorsqu'elle a pris soin de sa mère malade durant toute sa longue agonie. Elle est sur le point d'obtenir son diplôme quand elle rencontre Bruno, l'avocat de Rogelio Montero. Bruno lui offre un emploi: soigner son patron qui est devenu paralytique à la suite d'un accident. Il est cloué dans un fauteuil roulant. Le salaire est correct si elle prend le travail dans le but de soutenir financièrement sa tante Rosaura, qui est, pour elle et son frère Miguel, comme une mère depuis leur enfance.

Ana Paula arrive dans la « Hacienda Del Fuerte » pour s'occuper de Rogelio. Elle est surprise de découvrir qu'il est un homme plein de ressentiments et amer surtout parce que Vanessa, sa fiancée, superficielle, l'a quitté après l'accident.
Dans l'hacienda vit également Cynthia, la sœur de Rogelio, qui est en fait retenue là de force par son frère pour prendre soin de lui. En échange elle peut conserver son style de vie. Pour échapper à l'ennui, elle entame une liaison avec Efraín, le contremaître de l'Hacienda. Efrain tombe réellement amoureux d'elle. Mais elle ne l'utilise que pour son plaisir. Avec eux vit aussi leur nounou, Maria, qui a toujours agi comme une mère aimante pour Rogelio et Cynthia, et qui ne serait pas capable de les quitter.
L'arrogance de Rogelio et sa mauvaise humeur rendent le travail avec lui si difficile pour Ana Paula que, un jour, elle décide de partir. Elle a un accident dans la rivière mais est sauvée par Gustavo Durán, un ingénieur beau comme un cœur et bon. Ils tombent amoureux l'un de l'autre mais leurs projets sont bouleversés quand Gustavo a un accident avec son père et que Ana Paula croit qu'il est mort.
Rogelio est aussi tombé amoureux d'Ana Paula. C'est pourquoi il envoie Bruno à sa recherche pour lui demander de revenir à l'hacienda. Au début, elle refuse mais après Miguel provoque un accident qui pourrait l'envoyer en prison pour la vie. Rogelio propose alors de l'aider si Ana Paula accepte de l'épouser. Pour aider son frère, elle accepte de se sacrifier et de se marier avec Rogelio.
Gustavo revient chercher Ana Paula mais Rosaura, considérant le mariage de sa nièce avec Rogelio comme la solution à tous ses problèmes financiers, décide de mentir à Gustavo, lui disant qu'Ana Paula ne s'intéresse plus à lui. Gustavo se sent déçu et décide de l'oublier.
Après son retour à l'Hacienda, la vie d'Ana Paula comme épouse de Rogelio est un enfer, tel qu'elle ne l'avait jamais imaginé. Elle devra faire face aux humiliations et à la jalousie de Cynthia, elle devra aussi gérer les problèmes de son frère, ainsi que l'avidité de Bruno et de Rosaura. Et pour couronner le tout, elle s'unira à nouveau à Gustavo, l'amour de sa vie, sachant que peut-être, il ne pourra jamais être à elle...

## Distribution
- Ana Brenda Contreras : Ana Paula Carmona Flores de Montero [2]
- José Ron : Gustavo Duran[3]
- Jorge Salinas : Rogelio Montero Baez[4]
- Susana González : Cynthia Montero Baez[5]
- Julián Gil : Bruno Rey[6]
- Ana Martín : María Gómez[7]
- Ana Bertha Espín : Rosaura Flores Nava[8]
- Ingrid Martz : Daniela Gutiérrez,
- Fabián Robles : Efraín Ríos[9]
- Paty Díaz : Macaria de Hernández
- Osvaldo Benavides : Miguel Carmona Flores [10]
- Mar Contreras : Vanesa Galván Villaseñor[11]
- Alejandro Ávila : Ernesto Cortés
- Marco Méndez : Esteban
- Michelle Ramaglia : Consuelo Herrera
- Anaís : Mercedes Durán[12]
- Germán Gutiérrez : Ulises Hernández
- Adanely Núñez : Carmen
- Ignacio López Tarso : Fermín Peña
- Jorge Aravena : David Romo[13]
- Elizabeth Dupeyrón : Dona Elsa Villaseñor
- Humberto Elizondo : Don Federico Galván
- Bernardo Flores : Margarito Montero
- Javier Ruán : Don Máximo
- Yolanda Ventura : Gloria de Cortés
- Polly : Helena
- Elena Torres : Chio
- Mario del Río : Juan
- Ricardo Mendoza : El Coyote
- Uriel del Toro : Hugo Dueñas
- Tania Lizardo : Marípaz Hernández
- Martín Brek

## Diffusion internationale
- Canal de las Estrellas
- Canal de las Estrellas Amérique latine
- SBT
- Telemicro
- Univisión
- Canal 2
- Venevisión
- Univisión PR
- Telefuturo
- Repretel
- América Televisión
- GamaTV
- Canal 9
- Telemetro
- TV4
- Canal de las Estrellas Europe
- Nova
- Mega (2012)
- Télévision CITIZEN
- La Red (2014)
- Telenovela Channel
- Abu Dhabi Drama

## Autres versions
- Basé sur la radionovela originale de Delia Fiallo La mujer que no podía amar

### Telenovelas
- Monte Calvario (1986), adaptée par Carlos Romero (es), dirigée par Beatriz Sheridan, produite par Valentín Pimstein pour Televisa; avec Edith González, Arturo Peniche, Úrsula Prats et José Alonso.
- Te sigo amando (1996), adaptée par René Muñoz, dirigée par Miguel Cócerga et Mónica Miguel, produite par Carla Estrada pour Televisa; avec Claudia Ramírez, Luis José Santander, Olivia Collins et Sergio Goyri.

### Sources
- (es) Cet article est partiellement ou en totalité issu de l’article de Wikipédia en espagnol intitulé « La que no podía amar » (voir la liste des auteurs).